# Rosa Valdeón
Rosa María Valdeón Santiago (/ˈrosa maˈɾia βaldeˈõn sãnˈtjaɣo/) est une femme politique espagnole née le 17 décembre 1960 à Toro (province de Zamora), membre du Parti populaire (PP).
Après une carrière professionnelle dans l'inspection sanitaire, elle est nommée en 2003 conseillère à la Famille de la Junte de Castille-et-León. Entre 2007 et 2015, elle est maire de Zamora, avec une majorité absolue en sièges à partir de 2011. Elle retourne au gouvernement autonome en 2015 comme vice-présidente et conseillère à l'Emploi. Elle est alors vue comme la successeure du président, Juan Vicente Herrera.
Elle démissionne en 2016, après avoir été contrôlée alcoolisée au volant de son véhicule, puis se retire de la vie politique l'année suivante, lors d'un contrôle routier identique. Ayant nommément accusé Fernando Martínez-Maíllo d'avoir révélé et falsifié le récit médiatique de son premier contrôle, elle s'éloigne du PP à partir de 2016.

## Études et carrière
Rosa María Valdeón Santiago naît le 17 décembre 1960 à Toro, dans la province de Zamora.
Après l'obtention d'une licence en médecine et chirurgie à l'université de Salamanque, elle entre en 1987 dans la fonction publique comme inspectrice sanitaire. En 1990, elle est nommée inspectrice en chef de l'Institut national de la santé (INSALUD) à Zamora.
Elle devient directrice médicale de l'hôpital Martínez-Anido de Salamanque en 1997, puis cheffe du service territorial du département de la Santé et du Bien-être social de cette même ville en 1998. Trois ans plus tard, elle intègre la haute administration de la Junte de Castille-et-León en qualité de directrice générale de la Santé publique. N'appartenant alors pas au Parti populaire (PP), elle est recrutée pour son profil hautement technique sur recommandation de José Antonio de Santiago-Juárez (es).

## Vie politique

### Conseillère de la Junte de Castille-et-León
Pour les élections parlementaires du 25 mai 2003, Rosa Valdeón est investie candidate du Parti populaire dans la circonscription de Salamanque, sur la liste conduite par le conseiller à la Présidence de la Junte, Alfonso Fernández Mañueco.
Lors de la formation de son deuxième gouvernement le 4 juillet suivant, le président de la Junte de Castille-et-León Juan Vicente Herrera sépare les questions sociales du département exécutif (consejería) de la Santé et institue le département de la Famille et de l'Égalité des chances, dont il nomme Rosa Valdeón conseillère titulaire. À cette occasion, elle décide d'adhérer au Parti populaire.
Elle se déclare en 2005 favorable au mariage des couples de personnes de même sexe, promu par le gouvernement socialiste de José Luis Rodríguez Zapatero, mais rejeté par le PP. En revanche, elle estime — à l'occasion de la présentation d'une réforme de la procédure d'adoption en Castille-et-León qui donne droit aux enfants adoptés de connaître l'identité de leur famille biologique à leur majorité — que l'adoption par les couples homosexuels est une « possibilité virtuelle [puisque] une majorité de pays la refuse » et que cette possibilité devrait être découplée de l'ouverture du droit au mariage à ces mêmes couples.

### Maire de Zamora
Dans la perspective des élections municipales du 27 mai 2007 à Zamora, Rosa Valdeón obtient pendant l'été 2006 le soutien de l'ensemble de l'appareil du Parti populaire pour remplacer le maire Antonio Vázquez Jiménez (es) comme tête de liste, bien que le président provincial Fernando Martínez-Maíllo se montre plus circonspect que le secrétaire général régional, Alfonso Fernández Mañueco, et que la direction nationale. Investie, elle reconduit sur sa liste cinq des treize conseillers municipaux sortants, recrute trois candidats sans étiquette et assure vouloir réorganiser l'administration municipale autour du développement socio-économique et des services sociaux. Parmi les cinq têtes de liste en lice pour la mairie, elle est la plus connue mais l'une des moins appréciées.
Le scrutin voit la victoire de la liste du PP, à la majorité relative avec douze conseillers sur vingt-cinq, contre onze pour les partis de gauche et deux pour une liste indépendante, Adeiza. Au matin de la séance constitutive du conseil municipal, le 16 juin, le chef de file du Parti socialiste Carlos Hernández annonce que le pacte qu'il avait conclu avec la Gauche unie et Adeiza a été rompu par cette dernière. En conséquence, Rosa Valdeón est investie maire de la ville avec les seules voix du PP, en qualité de tête de liste disposant du plus grand nombre de sièges. Elle est ainsi la première femme à gouverner la capitale provinciale. Elle participe l'année suivante à la rédaction du programme du PP pour les élections générales du 9 mars 2008, puis devient en octobre 2008 vice-secrétaire générale du Parti populaire de Castille-et-León (PPCyL) à la Politique sectorielle.
Aux élections municipales du 22 mai 2011, elle conquiert la majorité absolue en obtenant 14 conseillers sur 25 avec 47 % des voix. En dépit de la proposition de Juan Vicente Herrera, elle refuse d'être candidate aux élections parlementaires, tenues en parallèle. Elle est confirmée maire le 11 juin suivant, alors que les Indignados manifestent devant l'hôtel de ville. L'année suivante, au mois de février, elle intègre le comité exécutif national du PP à l'issue du XVIIe congrès du parti, puis elle est promue en mai vice-secrétaire à l'Action politique.
Après la présentation de l'avant-projet de loi de restriction des conditions de l'interruption volontaire de grossesse (IVG) par le ministre de la Justice Alberto Ruiz-Gallardón, elle se joint en décembre 2013 au groupe de dirigeants qui critique le texte, comme Cristina Cifuentes, Borja Sémper ou Isabel Díaz Ayuso. Elle dénonce « l'incongruité » du fait que la malformation du fœtus sorte des critères légaux, alors que le système de santé publique permet de réaliser des tests médicaux pour contrôler la présence ou non d'une malformation. Elle reçoit dix jours plus tard le soutien de Juan Vicente Herrera, qui appelle à écouter les opinions comme celles de la maire de Zamora.
Le 30 août 2014, elle est expulsée du Maroc dès son atterrisage à Laâyoune, alors qu'elle participe à une délégation devant se rendre au Sahara occidental. C'était la première fois qu'elle envisageait de se rendre directement sur le territoire de l'ancienne colonie espagnole, après avoir visité à plusieurs reprises les camps de réfugiés Sahraouis et conformément à un engagement pris à l'occasion d'une visite de Mohamed Abdelaziz, secrétaire général du Front Polisario, à la mairie de Zamora. La secrétaire générale du PP María Dolores de Cospedal critique deux jours plus tard son attitude, estimant qu'elle aurait dû adopter « une attitude prudente » en raison de la relation spéciale entre l'Espagne et le Maroc.
Elle dévoile le 24 septembre suivant son intention de ne pas être candidate à un troisième mandat de maire, évoquant une « décision personnelle » et estimant « achevée » son étape municipale. Le PP la remplace comme tête de liste par la sous-déléguée du gouvernement Clara San Damián mais la mairie revient au terme du scrutin à Paco Guarido de la Gauche unie (IU) avec le soutien du Parti socialiste (PSOE).

### Numéro deux de la Junte de Castille-et-León

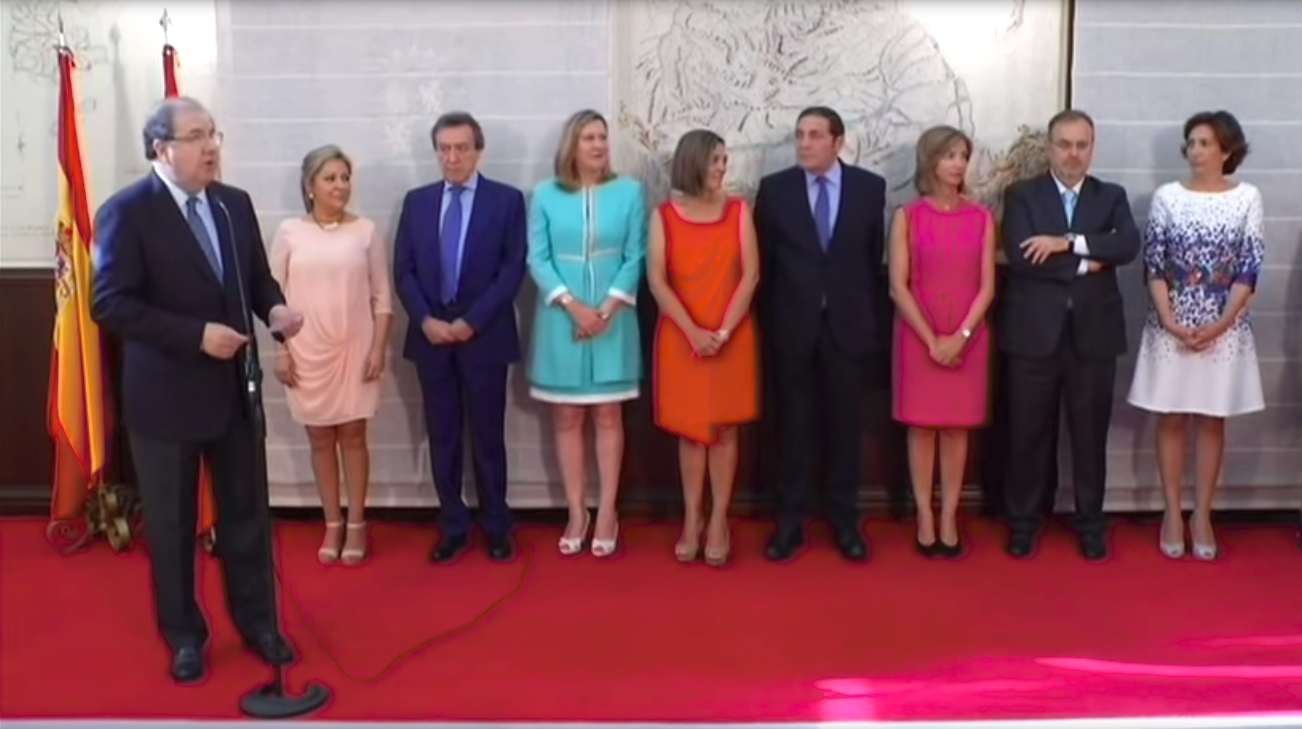
Rosa Valdeón est nommée numéro deux du gouvernement de Castille-et-León en 2015.

Dans la perspective des élections parlementaires du 24 mai 2015, Rosa Valdeón est pressentie comme successeure de Juan Vicente Herrera, au même titre que le maire de Salamanque Alfonso Fernández Mañueco. Le président sortant décide finalement de se représenter, afin d'éviter une guerre interne entre ses deux potentiels dauphins. Elle est désignée le 13 mars coordonnatrice de la campagne au sein du comité de campagne que pilote Alfonso Fernández Mañueco et investie un mois plus tard tête de liste dans la circonscription de Zamora.
Le scrutin voit le PP arriver de nouveau en tête mais sans majorité absolue, ce qui pousse Herrera à questionner publiquement sa disponibilité pour un cinquième mandat et à mettre sur pied le 27 mai un groupe de travail composé des principaux candidats putatifs à sa succession, Alfonso Fernández Mañueco, Rosa Valdeón et Antonio Silván, et devant plancher sur des pactes d'investiture pour la Junte, les députations provinciales et les conseils municipaux. Le président sortant confirme finalement le 24 juin qu'il se soumettra à l'investiture des Cortes, et le 8 juillet suivant, il nomme Rosa Valdeón vice-présidente de la Junte, conseillère à l'Emploi et porte-parole du gouvernement, lui confiant d'ailleurs un département nouvellement créé et la charge de coordonner les départements à vocation sociale, piloter le dialogue social et présider la commission des délégués territoriaux de la Junte. Elle est ainsi perçue comme la candidate d'Herrera pour sa succession. Un mois avant sa prise de fonction, elle avait vertement mis en cause sur le réseau social Twitter la désignation de Clara San Damián comme coordonnatrice régionale de la lutte contre la violence de genre, jugeant que les femmes avaient besoin « de véritables politiques pour des femmes concrètes ».
Après que le ministre des Finances Cristóbal Montoro a adressé en avril 2016 à un courrier à douze gouvernements autonomes pour leur demander de figer leurs dépenses afin d'atteindre leur objectif de déficit public, elle se joint au concert de critiques exprimées par les communautés autonomes dirigées par le Parti socialiste, usant néanmoins de termes moins durs puisqu'elle estime simplement que l'objectif de déficit fixé à 0,3 % du produit intérieur brut pour l'ensemble des communautés est « impossible » à atteindre. Au début du mois de septembre suivant, elle dénonce publiquement sur Twitter la volonté exprimée par le gouvernement de Mariano Rajoy de proposer l'ex-ministre José Manuel Soria, dont le nom est cité dans les Panama Papers, pour un poste à responsabilité au sein de la Banque mondiale, étant la première à prendre position ouvertement contre cette proposition. Elle est suivie par plusieurs cadres du parti, notamment Juan Vicente Herrera, Cristina Cifuentes, Alberto Núñez Feijóo, José Antonio Monago, Isabel Bonig ou Juan Manuel Moreno, et José Manuel Soria finit par renoncer le 6 septembre.

## Retrait
Rosa Valdeón annonce le 10 septembre 2016 sa démission « irrévocable » de l'ensemble de ses fonctions, après que des médias ont révélé que lors d'un contrôle routier effectué la veille par la Garde civile à la suite d'une manœuvre de conduite dangereuse sur l'autoroute, son alcoolémie s'était avérée trois fois supérieure au maximum toléré par la loi.
Six mois plus tard, dans un entretien le 19 mars 2017 à El Mundo, elle accuse publiquement Fernando Martínez-Maíllo, coordonnateur général du PP et son principal ennemi interne au parti quand elle était maire de Zamora, d'avoir orchestré son contrôle d'alcoolémie à travers le ministère de l'Intérieur puis raconté et fait raconter une fausse version de son interpellation aux médias. Aussi bien la délégation du gouvernement que Martínez-Maíllo rejettent ces accusations. Deux semaines plus tard, elle quitte le comité exécutif du PP de Castille-et-León, dont la présidence revient à Alfonso Fernández Mañueco.
Elle renonce en novembre 2017 à son siège de représentante aux Cortes de Castille-et-León, après un nouveau contrôle d'alcoolémie supérieure au taux légal effectué à la suite d'un léger accident de la circulation à Salamanque. Son siège revient à Manuela Crespo, également maire de Moreruela de los Infanzones.
Ayant pris ses distances avec le PP à partir de sa démission, elle participe lors de la campagne des élections parlementaires du 26 mai 2019 à une déambulation à Zamora avec Francisco Igea, chef de file électoral de Ciudadanos. Après avoir été critiquée par le chef de file du Parti populaire Alfonso Fernández Mañueco, elle indique avoir simplement soutenu « un ami » dont elle apprécie les propositions « notamment dans le domaine de la santé publique », tout en affirmant qu'elle ne souhaite pas « faire de mal au PP [et] à Juan Vicente Herrera ».